# 永遠忠誠

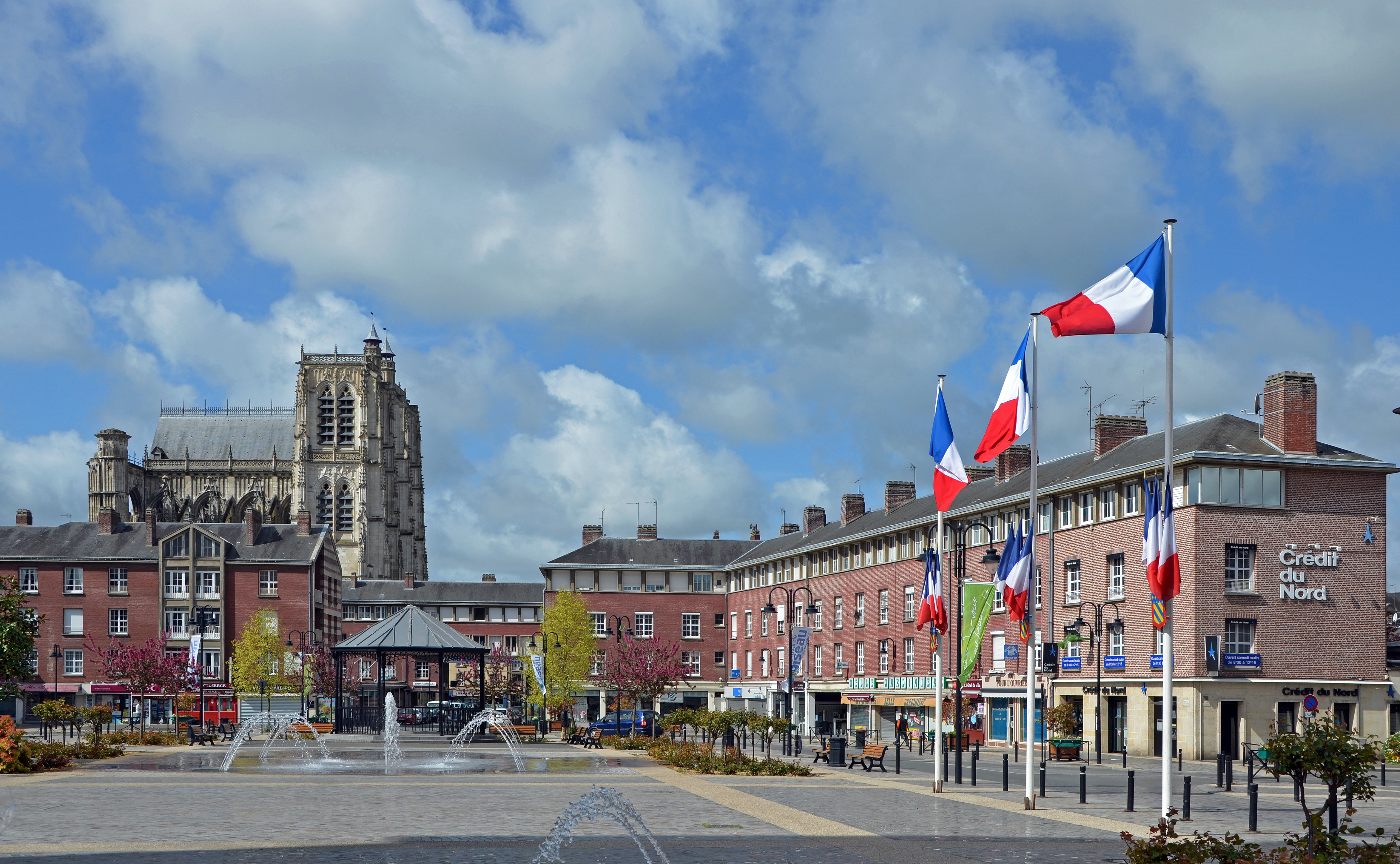
法國城鎮阿布維爾早於1369年使用「永遠忠誠」格言，是最早使用該句的案例

永遠忠誠（拉丁語：Semper fidelis，拉丁語發音：[ˈsɛm.pɛr fɪˈdeː.lɪs]）是一個拉丁文短語的中譯詞，除譯為永遠忠誠（always loyal）外，亦可指永遠相信（always faithful），Semper fidelis是美國海軍陸戰隊最為人所知的格言，其並常被縮寫為Semper Fi。此外，也常被城鎮、家族、學校與軍事單位當作格言或座右銘。
最早有確切使用此句的紀錄，為1396年的法國城鎮阿布維爾，其他城鎮也曾採用此句作為格言。16世紀起（有可能早於13世紀起），此句也被不同的歐洲家族所採用。有證據顯示，許多英格蘭、法國與愛爾蘭的家族都曾採用此格言。
最早使用「永遠忠誠」格言的軍事單位，是1685年於西南英格蘭地區成立的比奧福特公爵步兵軍團（Duke of Beaufort's Regiment of Foot）。
自1947年4月1日起，中華民國海軍陸戰隊開始採用「永遠忠誠」作為隊訓。

## 城市格言
- 阿布維勒（法語：Abbeville，自1369年開始）
- 利維夫（英語：Lviv，自1658年開始）
- 艾克希特（英語：Exeter，自1660年或更早）
- 聖馬洛（英語：St. Malo，自17世紀或更早）
- 卡爾維（法語：Calvi）
- 白原市（英語：White Plains）

## 軍隊格言
- 英格蘭西南方軍隊（自1685年受到艾克希特城的影響）
- 比奧福特公爵步兵團（自1685年）
- 第1（埃克塞特和南德文郡）步槍志願團（自1852年）
- 德文郡和多塞特團（自1958年）
- 法國愛爾蘭旅（1690-1792年）
- 荷蘭皇家軍事學院學員（自1828年）
- 美國陸軍第11步兵團（自1861年）
- 加拿大軍隊西新斯科舍省團（自1936年，繼承自1870年的盧嫩堡軍團）
- 美國海軍陸戰隊（自1883年）
- 加拿大軍隊Valcartier基地（自1914年）
- 瑞士擲彈兵（自1943年）
- 中華民國海軍陸戰隊（自1947年）
- 羅馬尼亞保護警衛事務處（自1990年）
- 匈牙利政府衛隊（自1998年）

### 中華民國海軍陸戰隊隊訓
中華民國海軍陸戰隊第四任司令羅友倫任內，參考美國海軍陸戰隊的座右銘「Semper fidelis」制定了「永遠忠誠」作為隊訓，並於1957年4月1日開始使用。此外也參考東征、北伐時的黃埔軍校三不怕精神，將「不怕苦、不怕難、不怕死」訂為中華民國海軍陸戰隊的信念。